# Consdorf
Consdorf é uma comuna do Luxemburgo, pertence ao distrito de Grevenmacher e ao cantão de Echternach.

## Demografia
Dados do censo de 15 de fevereiro de 2001:
- população total: 1.745
  - homens: 846
  - mulheres: 899
- densidade: 67,85 hab./km²
- distribuição por nacionalidade:

| Nacionalidade  | População | %      |
| -------------- | --------- | ------ |
| luxemburgueses | 1.262     | 72,32% |
| estrangeiros   | 483       | 27,68% |
| - portugueses  | 198       | 11,35% |
| - franceses    | 44        | 2,52%  |
| - italianos    | 29        | 1,66%  |
| - belgas       | 29        | 1,66%  |
| - alemães      | 62        | 3,55%  |
| - iuguslavos   | 31        | 1,78%  |
| - outros       | 90        | 5,16%  |

- Crescimento populacional:

| Ano        | População |
| ---------- | --------- |
| 15/02/2001 | 1.745     |
| 01/01/2002 | 1.779     |
| 01/01/2003 | 1.742     |
| 01/01/2004 | 1.749     |
| 01/01/2005 | 1.729     |